# Gościeradowiec
Gościeradowiec (Równica, Gościradowiec) – bystry potok w masywie Równicy w Beskidzie Śląskim, prawobrzeżny dopływ Wisły. Długość 2,8 km, średni spadek ok. 15%.
Źródła na zachodnich stokach Równicy, pod grzbietem opadającym od szczytu Równicy ku Lipowskiemu Groniowi. Najwyższe z nich na wysokości ok. 710 m n.p.m. Drugie, bardziej znane, ujęte w kamienny żłobek, znajduje się na wysokości ok. 682 m n.p.m. koło tzw. „Kamienia”, jednego z „Leśnych kościołów” ewangelickich w Beskidach.
Spływa ku północnemu zachodowi głęboką, całkowicie zalesioną dolinką, a następnie ku południowemu zachodowi przez dzielnicę Ustronia Zawodzie. Na wysokości 354,8 m n.p.m. chodzi do Wisły tuż powyżej mostu w centrum Ustronia.
W dolinie potoku, na jego prawym brzegu, ok. 200 m powyżej mostu, którym przekracza go ul. Sanatoryjna, znajduje się źródło żelaziste. Odkryte zostało przypadkowo przez arcyksiążęcego urzędnika, Jana Kubisza, w dawnej sztolni, którą w przeszłości wydobywano tu rudę żelaza dla ustrońskiej huty. W następnym roku fragment stoku został obmurowany, a samo źródło ujęte w kamienną rynienkę i opatrzone w okolicznościową tablicę.
Doliną Gościeradowca, w tym obok drugiego z jego wzmiankowanych źródeł (tego koło „Kamienia”), biegnie czerwony szlak turystyczny z Ustronia na Równicę (fragment Głównego Szlaku Beskidzkiego).